# 석우중학교
석우중학교(石隅中學校)는 화성시 반송동에 위치한공립 고등학교이다.

## 학교 연혁
- 2007년 1월 5일 : 석우중학교 12학급 설립 인가
- 2007년 3월 1일 : 초대 한용규 교장 취임
- 2007년 3월 2일 : 제1회 입학식(348명)
- 2007년 6월 7일 : 개교 기념식
- 2008년 2월 14일 : 제1회 졸업 (175명)
- 2022년 3월 1일 : 제6대 정미영 교장 취임
- 2023년 1월 4일 : 제16회 졸업식(334명) 졸업생누계 5,575명
- 2023년 3월 2일 : 제17회 입학식(332명)

## 참고 자료
- 석우중학교 - 한국교육학술정보원 학교알리미